# Bouffry
Bouffry – miejscowość i gmina we Francji, w Regionie Centralnym, w departamencie Loir-et-Cher.
Według danych na rok 1990 gminę zamieszkiwało 137 osób, a gęstość zaludnienia wynosiła 8 osób/km² (wśród 1842 gmin Regionu Centralnego Bouffry plasuje się na 1000. miejscu pod względem liczby ludności, natomiast pod względem powierzchni na miejscu 786.).